# Nokere Koerse 2024
La 78.ª edición de la clásica ciclista Nokere Koerse fue una carrera en Bélgica que se celebró el 13 de marzo de 2024 con inicio en la ciudad de Deinze y final en la ciudad de Nokere sobre un recorrido de 188,1 kilómetros.
La carrera formó parte del UCI ProSeries 2024, calendario ciclístico mundial de segunda división, dentro de la categoría UCI 1.Pro. El vencedor fue el belga Tim Merlier del Soudal Quick-Step, quien estuvo acompañado en el podio por el neerlandés Fabio Jakobsen del dsm-firmenich PostNL y el también belga Jasper Philipsen del Alpecin-Deceuninck, segundo y tercer clasificado respectivamente.

## Equipos participantes
Tomaron parte en la carrera 20 equipos: 11 de categoría UCI WorldTeam invitados por la organización, 9 de categoría UCI ProTeam y 1 de categoría Continental. Formaron así un pelotón de 139 ciclistas de los que acabaron 120. Los equipos participantes fueron:
| WorldTeams (11)- Alpecin-Deceuninck - Arkéa-B&B Hotels - Bahrain Victorious - Cofidis - Decathlon-AG2R La Mondiale - Intermarché-Wanty - Lidl-Trek - Soudal Quick-Step - Team dsm-firmenich PostNL - UAE Team Emirates - Ineos Grenadiers ProTeams (9)- Bingoal WB - Equipo Kern Pharma - Euskaltel-Euskadi - Israel-Premier Tech - Lotto Dstny - TDT-Unibet - Team Flanders-Baloise - Tudor Pro Cycling Team - Uno-X Mobility |
| |

## Clasificación final
- La clasificación finalizó de la siguiente forma:[4]

| \| Clasificación general \| Clasificación general \| Clasificación general \| Clasificación general \| Clasificación general \| \| Ciclista \| Ciclista \| Equipo \| Tiempo \| \| \| --------------------- \| --------------------- \| ------------------------- \| --------------------- \| --------------------- \| \| 1.º \| Tim Merlier \| Soudal Quick-Step \| 4 h 21 min 59 s \| \| \| 2.º \| Fabio Jakobsen \| Team dsm-firmenich PostNL \| + 0 s \| \| \| 3.º \| Jasper Philipsen \| Alpecin-Deceuninck \| + 0 s \| \| \| 4.º \| Pascal Ackermann \| Israel-Premier Tech \| + 0 s \| \| \| 5.º \| Simone Consonni \| Lidl-Trek \| + 0 s \| \| \| 6.º \| Tom Van Asbroeck \| Israel-Premier Tech \| + 0 s \| \| \| 7.º \| Maikel Zijlaard \| Tudor Pro Cycling Team \| + 0 s \| \| \| 8.º \| Milan Menten \| Lotto Dstny \| + 0 s \| \| \| 9.º \| Hugo Hofstetter \| Israel-Premier Tech \| + 4 s \| \| \| 10.º \| Pavel Bittner \| Team dsm-firmenich PostNL \| + 4 s \| \| |                  |                           |                 |
| |                  |                           |                 |
| Fuente: ProCyclingStats |                  |                           |                 |
| Clasificación general |                  |                           |                 |
| Ciclista | Ciclista         | Equipo                    | Tiempo          |
| 1.º | Tim Merlier      | Soudal Quick-Step         | 4 h 21 min 59 s |
| 2.º | Fabio Jakobsen   | Team dsm-firmenich PostNL | + 0 s           |
| 3.º | Jasper Philipsen | Alpecin-Deceuninck        | + 0 s           |
| 4.º | Pascal Ackermann | Israel-Premier Tech       | + 0 s           |
| 5.º | Simone Consonni  | Lidl-Trek                 | + 0 s           |
| 6.º | Tom Van Asbroeck | Israel-Premier Tech       | + 0 s           |
| 7.º | Maikel Zijlaard  | Tudor Pro Cycling Team    | + 0 s           |
| 8.º | Milan Menten     | Lotto Dstny               | + 0 s           |
| 9.º | Hugo Hofstetter  | Israel-Premier Tech       | + 4 s           |
| 10.º | Pavel Bittner    | Team dsm-firmenich PostNL | + 4 s           |

## Ciclistas participantes y posiciones finales
Convenciones:
- AB-N: Abandono en la etapa "N"
- FLT-N: Retiro por llegada fuera del límite de tiempo en la etapa "N"
- NTS-N: No tomó la salida para la etapa "N"
- DES-N: Descalificado o expulsado en la etapa "N"

## UCI World Ranking
La Nokere Koerse otorgó puntos para el UCI World Ranking para corredores de los equipos en las categorías UCI WorldTeam, UCI ProTeam y Continental. Las siguientes tablas son el baremo de puntuación y los diez corredores que obtuvieron más puntos:
| Posición              | 1.º | 2.º | 3.º | 4.º | 5.º | 6.º | 7.º | 8.º | 9.º | 10.º | 11.º | 12.º | 13.º | 14.º | 15.º | 16.º-30.º | 31.º-40.º |
| Clasificación general | 200 | 150 | 125 | 100 | 85  | 70  | 60  | 50  | 40  | 35   | 30   | 25   | 20   | 15   | 10   | 5         | 3         |

| Clasificación |                  |                      |         |
| Posición      | Ciclista         | Equipo               | General |
| ------------- | ---------------- | -------------------- | ------- |
| 1.º           | Tim Merlier      | Soudal Quick-Step    | 200     |
| 2.º           | Fabio Jakobsen   | dsm-firmenich PostNL | 150     |
| 3.º           | Jasper Philipsen | Alpecin-Deceuninck   | 125     |
| 4.º           | Pascal Ackermann | Israel-Premier Tech  | 100     |
| 5.º           | Simone Consonni  | Lidl-Trek            | 85      |
| 6.º           | Tom Van Asbroeck | Israel-Premier Tech  | 70      |
| 7.º           | Maikel Zijlaard  | Tudor                | 60      |
| 8.º           | Milan Menten     | Lotto Dstny          | 50      |
| 9.º           | Hugo Hofstetter  | Israel-Premier Tech  | 40      |
| 10.º          | Pavel Bittner    | dsm-firmenich PostNL | 35      |